# Hochdorf-Assenheim
Hochdorf-Assenheim – miejscowość i gmina w Niemczech, w kraju związkowym Nadrenia-Palatynat, w powiecie Rhein-Pfalz, wchodzi w skład gminy związkowej Dannstadt-Schauernheim.